# Cherubino Caietano
Cherubino Caietano (Gaeta, ... – Campagna, 1544) è stato un vescovo cattolico italiano del Regno di Napoli.
Originario di Gaeta, venne eletto vescovo della diocesi di Satriano nel 1521 e nel 1525, con la bolla Pro excellenti praeeminentia di papa Clemente VII, venne nominato anche primo vescovo della diocesi di Campagna.

## Genealogia episcopale
La genealogia episcopale è:
- Cardinale Guillaume d'Estouteville, O.S.B.Clun.
- Papa Sisto IV
- Papa Giulio II
- Cardinale Achille Grassi
- Vescovo Paride Grassi
- Vescovo Cherubino Caietano